# Mareuil-sur-Lay-Dissais
Mareuil-sur-Lay-Dissais là một xã ở tỉnh Vendée trong vùng Pays de la Loire, Pháp. Xã này có diện tích 25,65 kilômét vuông, dân số năm 2006 là 2570 người. Xã này nằm ở khu vực có độ cao trung bình 23 mét trên mực nước biển.

## Biến động dân số
| Năm | 1962  | 1968  | 1975  | 1982  | 1990  | 1999  | 2006  |
| --- | ----- | ----- | ----- | ----- | ----- | ----- | ----- |
| Dân số | 1 767 | 1 773 | 1 831 | 2 012 | 2 207 | 2 277 | 2 570 |
| From the year 1962 on: No double counting—residents of multiple communes (e.g. students and military personnel) are counted only once. |       |       |       |       |       |       |       |